# All the Way (에디 베더의 노래)
"All the Way" (또는 "(Someday We'll Go) All the Way", 흔히 "Go All the Way"라고 불림)는 펄 잼의 보컬 에디 베더가 MLB 야구 팀 시카고 컵스에 대한 가사를 쓰고 연주한 노래이다. 2007년 8월 2일에 대중들 앞에서 처음으로 연주를 선보였고, 2008년 8월 21일과 22일에 녹음을 거쳤으며, 다음 달 18일에 싱글 발매되었다.
컵스 구단의 마지막 우승은 1908년 월드 시리즈였으며, 베더는 골수 컵스 팬이었다. 시카고 컵스의 다음 월드 시리즈 우승을 간절히 바라는 마음이 담긴 노래가 만들어지기 까지는 어니 뱅크스를 비롯한 몇몇 컵스 사람들의 지지가 있었다. 이 노래는 시카고에서 처음 공연되었고, 2008년 베더의 첫 솔로 투어 마지막 두 날 밤 동안에 녹음을 했다.